# Nils Palmgren (militär)
Nils Anders Palmgren, född 18 september 1922 i Borås, död 24 november 2019 i Ulricehamn, var en svensk officer i Flygvapnet.

## Biografi
Palmgren blev fänrik vid Göta flygflottilj (F 9) 1944. Han befordrades till löjtnant 1946, till kapten 1951, till major 1957, överstelöjtnant 1962, överste 1966 och överste av första graden 1968. 
Åren 1948–1952 var han divisionschef för 93. jaktflygdivisionen (Ivar Gul) vid F 9. Åren 1952–1956 var han adjutant vid Andra flygeskadern (E 2). Åren 1957–1959 var han flygchef vid Upplands flygflottilj (F 16). År 1966–1968 var han flottiljchef vid Västmanlands flygflottilj (F 1). Åren 1968–1980 var han chef för flygsektionen vid Östra militärområdet (Milo Ö). Han avslutade sin aktiva karriär inom försvaret som souschef vid Östra militärområdet (Milo Ö).
Nils Palmgren var son till postassistent Ragnar Palmgren och Anna, född Schütz. Han gifte sig 1945 med Dagny Hagberg, dotter till överläkare Eric Hagberg och Gulli, född Zachau.

## Utmärkelser
- Riddare av Svärdsorden, 1962.[3]
- Kommendör av Svärdsorden, 6 juni 1969.[4]
- Kommendör av första klass av Svärdsorden, 6 juni 1972.[5]